# Charles Nordhoff (Journalist)

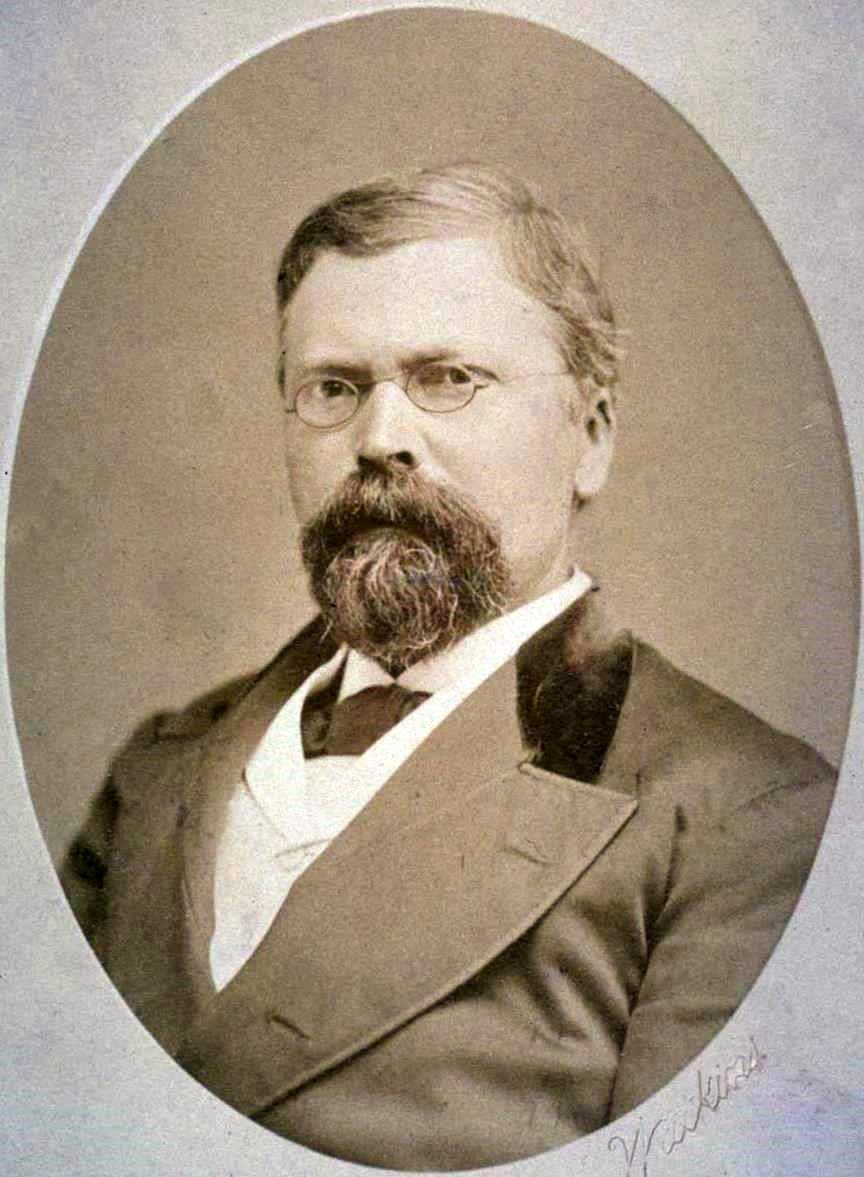
Charles Nordhoff

Charles Nordhoff (* 31. August 1830 in Erwitte; † 14. Juli 1901 in San Francisco) war ein US-amerikanischer Schriftsteller und Journalist deutscher Abstammung.

## Leben
Im Jahr 1835 emigrierten die Eltern mit dem Jungen aus der preußischen Provinz Westfalen in die Vereinigten Staaten. Charles erhielt die Grundschulbildung in Cincinnati und wurde 1843 als Lehrjunge in eine Druckerei gegeben. 1844 ging er nach Philadelphia. Dort arbeitete er in einer Zeitungsredaktion. 1845 trat er der US-Marine bei. Auf einer Reise mit dem Segelschiff USS Columbus unter Kommodore James Biddle (1783–1848) lernte Charles Nordhoff China und Japan kennen. 1847 bis 1854 ging er mit der US-Handelsmarine auf Fischfang. Anschließend kehrte er in eine Zeitungsredaktion nach Philadelphia zurück und blieb in der Branche: 1857 bis 1861 wirkte er bei der Herausgabe der Monatszeitschrift Harper’s Magazine in Indianapolis mit. 1861 ging er nach New York zur  New York Evening Post und schließlich zur New York Tribune. Von 1871 bis 1873 bereiste Nordhoff Kalifornien und Hawaii. 1874 avancierte er zum Washingtoner Korrespondenten des New York Herald und blieb bis 1890 auf diesem Posten.
Charles Nordhoffs Sohn  Walter Nordhoff (1855–1937) wurde Schriftsteller und die Tochter Evelyn Hunter Nordhoff (1865–1898) wurde Buchbinderin. Charles Bernard Nordhoff war Walter Nordhoffs Sohn.
Nordhoff, der mit seiner Familie einige Jahre ein Anwesen in Corinda südlich von San Francisco bewohnt hatte, starb an Diabetes.

## Werke (Auswahl)

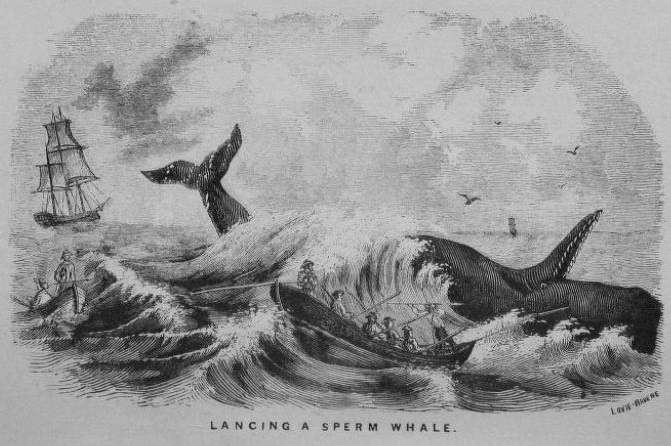
Pottwalfang: Frontispiz aus Whaling and Fishing, Cincinnati 1856

- 1855: The Merchant Vessel (archive.org, Ausgabe 1856)
- 1855: Whaling and Fishing (archive.org, Ausgabe 1856)
- 1857: Nine Years as a Sailor (online im HathiTrust)
- 1857: Stories from the Island World (archive.org)
- 1860: Secession Is Rebellion
- 1863: The Freedmen of South Carolina (online im HathiTrust)
- 1865: America for Free Working Men! (archive.org)
- 1868: Cape Cod and All Along Shore (archive.org)
- 1873: California for health, pleasure and residence (archive.org)
- 1874: Northern California, Oregon and the Sandwich Islands (archive.org)
- 1875: Politics for Young Americans (archive.org, Ausgabe 1899)
- 1875: The Communistic Societies of the United States (archive.org)
- 1876: The Cotton States in the Spring and Summer of 1875 (archive.org)
- 1881: God and the Future Life (archive.org, Ausgabe 1883)
- 1883: A Guide to California, the Golden State
- 1884: Sailor life on man of war and merchant vessel (archive.org)
- 1888: Peninsular California (archive.org)

Autobiographisches
- 1855: Man-of-War Life: a Boy's Experience in the U. S. Navy (online im HathiTrust)

Herausgeber
- 1855: Practical Landscape Gardening

## Ehrungen
- Von 1874 bis 1917 hieß Ojai Nordhoff.
- Im San Fernando Valley gibt es eine Nordhoff Street.